# Vinc Pichel
Vinc Pichel (Lancaster, 23 de novembro de 1982) é um lutador americano de artes marciais mistas, atualmente competindo na divisão leve do Ultimate Fighting Championship.

## Início
Pichel foi expulso de várias escolas devido ao seu mau comportamento durante a adolescência. Ele nunca se formou, e aos 15 anos de idade ele já usava drogas, o que levou sua mãe a expulsá-lo de casa. Durante 5 anos ele foi usuário de drogas mas após ser apresentado ao MMA por um amigo, Pichel decidiu focar nos treinos e mudar e vida.

## Vida pessoal
Pichel trabalhava para a AAA ao mesmo tempo em que lutava no UFC. Depois disso, ele decidiu estudar para se tornar um eletricista.

## Carreia no MMA

### Primeiros anos
Pichel acumulou um cartel amador de 10-1 antes de se tornar profissional em 2009. Ele venceu suas 7 primeiras lutas por nocaute antes de se inscrever para participar do The Ultimate Fighter: Live.

### The Ultimate Fighter: Live
Pichel foi um dos 32 lutadores peso leve que foram selecionados para participar da primeira edição ao vivo do The Ultimate Fighter. Pichel avançou a casa do TUF e venceu duas lutas antes de perder para Al Iaquinta.

### Ultimate Fighting Championship
Após chegar às semifinais do The Ultimate Fighter: Live, Pichel recebeu uma chance de lutar no UFC. Ele fez sua estreia em 15 de dezembro de 2012. Pichel enfrentou o também estreante Rustam Khabilov e perdeu a luta por nocaute no primeiro round. 
Pichel em seguida enfrentou fought Garett Whiteley no UFC Fight Night: Rockhold vs. Philippou em 15 de janeiro de 2014. Ele venceu a luta por decisão unânime.
Pichel enfrentou Anthony Njokuani no UFC 173: Barão vs. Dillashaw em 24 de maio de 2014. Ele venceu a luta por decisão unânime. Alguns meses após a luta, Pichel sofreu uma lesão no bíceps que o afastou do octógono por três anos.
Após um período de três anos sem lutar, Pichel retornou para enfrentar Damien Brown em 11 de junho de 2017 no UFC Fight Night: Lewis vs. Hunt. Ele venceu por nocaute no primeiro round.
Pichel enfrentou Joaquim Silva em 27 de janeiro de 2018 no UFC on Fox: Jacaré vs. Brunson 2. Ele venceu por decisão unânime.
Pichel enfrentou Gregor Gillespie em 1 de junho de 2018 no UFC Fight Night: Rivera vs. Moraes. Ele perdeu por finalização no segundo round.
Pichel enfrentou Roosevelt Roberts em 29 de junho de 2019 no  UFC on ESPN: Ngannou vs. dos Santos. Ele venceu por decisão unânime.

## Cartel no MMA
| Cartel no MMA   |             |            |
| 15 lutas        | 13 vitórias | 2 derrotas |
| Por nocaute     | 8           | 1          |
| Por finalização | 0           | 1          |
| Por decisão     | 5           | 0          |

| Res.    | Cartel | Oponente          | Método                         | Evento                                    | Data       | Round | Tempo | Local                        | Notas |
| ------- | ------ | ----------------- | ------------------------------ | ----------------------------------------- | ---------- | ----- | ----- | ---------------------------- | ----- |
| Vitória | 13-2   | Jim Miller        | Decisão (unânime)              | UFC 252: Miocic vs. Cormier 3             | 15/08/2020 | 3     | 5:00  | Las Vegas, Nevada            |       |
| Vitória | 12–2   | Roosevelt Roberts | Decisão (unânime)              | UFC on ESPN: Ngannou vs. dos Santos       | 29/06/2019 | 3     | 5:00  | Minneapolis, Minnesota       |       |
| Derrota | 11–2   | Gregor Gillespie  | Finalização (triângulo de mão) | UFC Fight Night: Rivera vs. Moraes        | 01/06/2018 | 2     | 4:06  | Utica, Nova York             |       |
| Vitória | 11–1   | Joaquim Silva     | Decisão (unânime)              | UFC on Fox: Jacaré vs. Brunson 2          | 27/01/2018 | 3     | 5:00  | Charlotte, Carolina do Norte |       |
| Vitória | 10–1   | Damien Brown      | Nocaute (socos)                | UFC Fight Night: Lewis vs. Hunt           | 11/06/2017 | 1     | 3:37  | Auckland                     |       |
| Vitória | 9–1    | Anthony Njokuani  | Decision (unânime)             | UFC 173: Barão vs. Dillashaw              | 24/05/2014 | 3     | 5:00  | Las Vegas, Nevada            |       |
| Vitória | 8–1    | Garett Whiteley   | Decisão (unânime)              | UFC Fight Night: Rockhold vs. Philippou   | 15/01/2014 | 3     | 5:00  | Duluth, Geórgia              |       |
| Derrota | 7–1    | Rustam Khabilov   | Nocaute (slam)                 | The Ultimate Fighter 16 Finale            | 15/12/2012 | 1     | 2:15  | Las Vegas, Nevada            |       |
| Vitória | 7–0    | David Gardner     | Nocaute técnico (socos)        | Fight Club OC                             | 18/08/2011 | 2     | 1:47  | Costa Mesa, Califórnia       |       |
| Vitória | 6–0    | Matt Bahntge      | Nocaute (soco)                 | All Stars Promotions MMA                  | 25/03/2011 | 2     | 0:32  | Commerce, Califórnia         |       |
| Vitória | 5–0    | Emilio Chavez     | Nocaute técnico (socos)        | Respect the Cage                          | 15/01/2011 | 2     | 2:52  | Pomona, Califórnia           |       |
| Vitória | 4–0    | Rodney Rhoden     | Nocaute técnico (socos)        | All Star Promotions: Civic Disobedience 4 | 04/12/2010 | 2     | 1:56  | Los Angeles, Califórnia      |       |
| Vitória | 3–0    | Anthony McDavitt  | Nocaute técnico (socos)        | Santa Ynez MMA                            | 04/06/2010 | 2     | 0:23  | Santa Ynez, Califórnia       |       |
| Vitória | 2–0    | Miles Howard      | Nocaute técnico (socos)        | National Fight Alliance MMA: Resurrection | 18/12/2009 | 2     | 1:05  | Ventura, Califórnia          |       |
| Vitória | 1–0    | Franky Childs     | Nocaute (socos)                | Hitman Fighting Productions               | 15/08/2009 | 1     | 2:15  | Pomona, California           |       |